# Мийд (окръг, Канзас)
Вижте пояснителната страница за други значения на Мийд.
Окръг Мийд (на английски: Meade County) е окръг в щата Канзас, Съединени американски щати. Площта му е 2538 km², а населението - 4625 души. Административен център е град Мийд.